# Clase T-47
La  Clase T-47 fue la primera clase de destructores construidos por la Marina Nacional Francesa tras la Segunda Guerra Mundial. La clase estaba formada por 12 buques que fueron construidos entre 1955 y 1957.

## Concepción

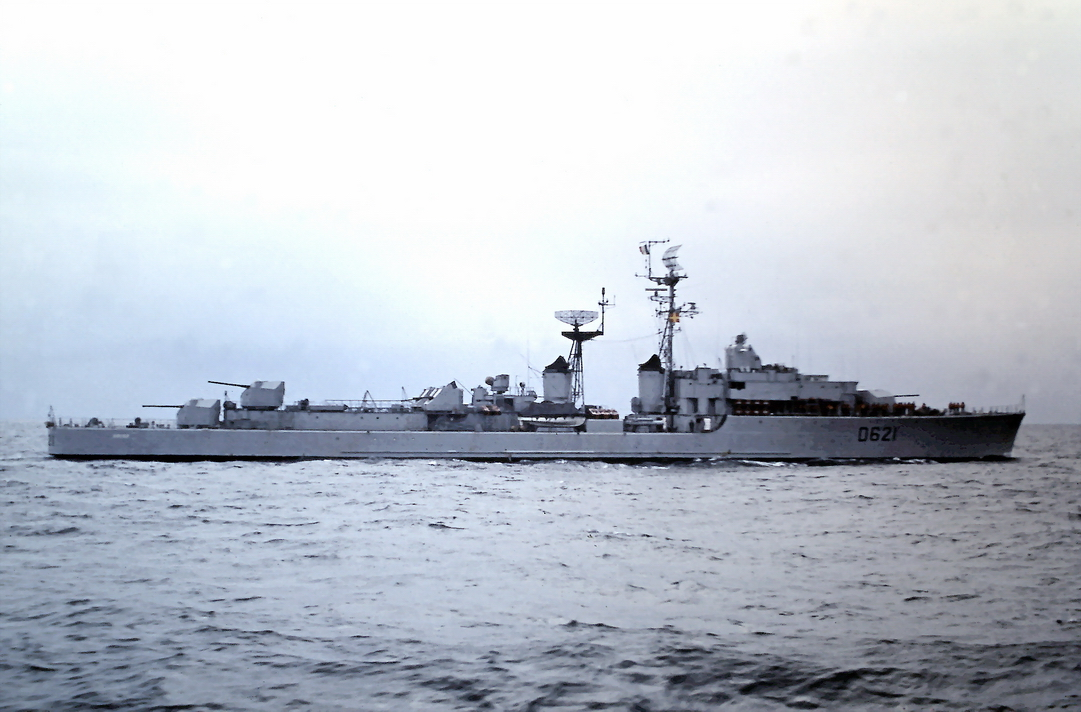
Buque escolta Surcouf D621 en 1970, unos meses antes de ser abordado

Estos destructores eran más grandes que sus contemporáneos europeos y su diseño estaba basado en los destructores franceses  de clase Le Hardi, construidos durante la guerra, pero eran más grandes que estos y tenían el armamento colocado en montajes dobles.
Los buques estaban diseñados para actuar como buques de escolta ya que, para realizar operaciones independientes, carecían de la mayor velocidad de sus predecesores. Los cañones de su artillería principal eran de diseño francés y disparaban un proyectil de 127 mm. Así mismo, estaban preparados para poder emplear munición estadounidense.

## Modernización
Nueve de los doce destructores fueron modernizados durante la década de los 60. La modernización consistió en convertirlos en buques antiaéreos y antisubmarinos.

### Modificaciones para buque antiaéreo

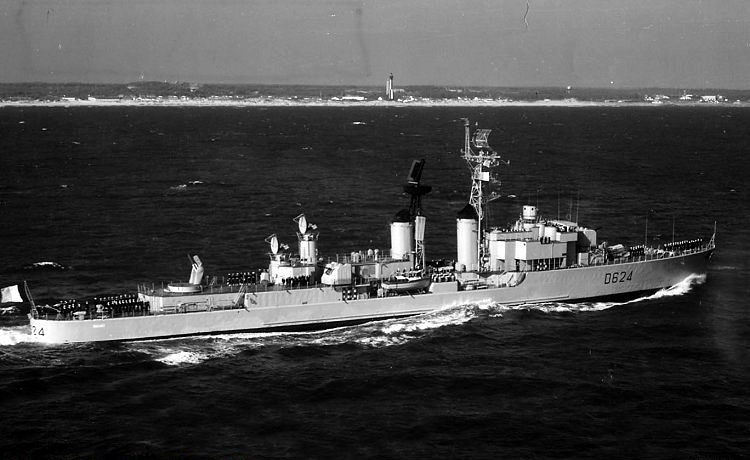
El Bouvet (D624) tras su modernización.

Cuatro buques fueron modificados como destructores de misiles antiaéreos en el período 1962-1965.
- Armamento: 
  - 1 lanzador de misiles superficie-aire RIM-24 Tartar.
  - 6 cañones de 57 mm, en 3 torretas gemelas.
  - 1 mortero antisubmarino.
- Tripulación: 277 tripulantes.

### Modificaciones para buque antisubmarino
Cinco buques fueron modificados como destructores antisubmarinos en el período 1968-1970.
- Armamento:
  - 2 cañones navales franceses de 100 mm.
  - 1 mortero antisubmarino.
  - 1 lanzador de misiles antisubmarinos Malafon.
  - 2 cañones de 20 mm.

## Baja
Los destructores Clase T-47 empezaron a ser dados de baja en la década de los 80, cuando empezaron a ser reemplazados por las fragatas de la clase Georges Leygues.

## Los buques
| Número | Nombre          | Astillero | Alistamiento             | Modernización | Destino                                             |
| ------ | --------------- | --------- | ------------------------ | ------------- | --------------------------------------------------- |
| D621   | Surcouf         | Lorient   | 1 de noviembre de 1955   | No            | Accidentado en 1971; hundido como objetivo en 1972. |
| D622   | Kersaint        | Lorient   | 20 de marzo de 1956      | Antiaéreo     | Baja en 1985                                        |
| D623   | Cassard         | Bretaña   | 14 de abril de 1956      | No            | Baja en 1974                                        |
| D624   | Bouvet          | Lorient   | 13 de mayo de 1956       | Antiaéreo     | Baja en 1982                                        |
| D625   | Dupetit-Thouars | Brest     | 15 de septiembre de 1956 | Antiaéreo     | Baja en 1988                                        |
| D626   | Chevalier Paul  | Gironda   | 22 de diciembre de 1956  | No            | Baja en 1971                                        |
| D627   | Maillé-Brézé    | Lorient   | 4 de mayo de 1957        | Antisubmarino | Convertido en museo en Nantes, en 1988              |
| D628   | Vauquelin       | Lorient   | 3 de noviembre de 1956   | Antisubmarino | Baja en 1986                                        |
| D629   | D'Estrées       | Brest     | 19 de marzo de 1957      | Antisubmarino | Baja en 1985, hundido en 2001                       |
| D630   | Du Chayla       | Brest     | 4 de junio de 1957       | Antiaéreo     | Baja en 1991, hundido en 2001                       |
| D631   | Casabianca      | Bretagne  | 4 de mayo de 1957        | Antisubmarino | Baja en 1984                                        |
| D632   | Guépratte       | Gironda   | 6 de junio de 1957       | Antisubmarino | Baja en 1985, hundido en 1994                       |

## Anexos
- Anexo:Clases de destructores

- Datos: Q611810
- Multimedia: T47 class destroyers / Q611810